# 평창송어축제
평창송어축제는 강원특별자치도 평창군에서 개최하는 지역 축전이다.

## 같이 보기
- 송어